# Matthias Sindelar
Matthias Sindelar (Viena, Imperio austrohúngaro, 10 de febrero de 1903-Viena, Alemania nazi, Ostmark, 23 de enero de 1939) apodado como Motzl, fue un futbolista austriaco que jugaba como delantero. Es considerado por muchos como el más grande futbolista austriaco de todos los tiempos. Fue conocido como «El Mozart del fútbol» por su elegancia en el juego.
El hombre que décadas más tarde sería votado como el deportista austriaco del siglo nació en la localidad bohemia de Jihlava, incorporada entonces al Imperio Austrohúngaro. Pese a distintas fuentes que señalan su origen judío, provenía de una familia católica que se trasladó a Viena en 1906 en busca de un mejor trabajo para el padre de Matthias, un empobrecido fundidor, herrero y albañil ladrillero. Sindelar vivió con su familia en el barrio obrero vienés de Favoriten y allí comenzó a jugar al fútbol en las calles, donde se ganaría el apodo del «Hombre de Papel» por su extraordinaria habilidad para pasar entre los defensores rivales.

## Carrera
A los 15 años Sindelar fichó por el Hertha Viena, antes de entrar al primer equipo del Austria Viena, equipo al que guio a la conquista de tres Copas de Austria en sus primeras temporadas en el club.
En 1926 Sindelar debutó con la selección austriaca, convirtiendo el gol de la victoria en el triunfo por 2-1 sobre la de Checoslovaquia. A inicios de la década de 1930 marcaría por partida doble en la goleada (7-1) sobre Suiza. Con Sindelar en el campo, Austria venció a la selección de fútbol de Alemania dos veces, por aplastantes goleadas: 5-0 en Viena (con una tripleta de Sindelar) y 6-0 en Berlín. Siguieron triunfos sobre la selección de Suiza (por otra goleada de 8-1 en Basilea), a la selección de Francia (triunfo por goleada de 4-0 en París), y Sindelar anotaría también en el triunfo austriaco sobre la selección de Hungría por 8-2 (con otra tripleta). En total, Sindelar jugó 44 veces por su país, anotando 27 goles.
Sindelar jugó como delantero centro, ganó fama no solo por sus numerosos goles, sino por su control de balón, su habilidad extrema para el driblear, y sus extraordinarios pases, destacando nítidamente sobre otros futbolistas europeos de su tiempo. Durante su época dorada en el Austria Viena fue pretendido vanamente por el Manchester United de Inglaterra y fue uno de los primeros futbolistas del mundo en aparecer en anuncios publicitarios. Participó en la Copa Mundial de Fútbol de 1934 desarrollada en Italia y allí la selección austriaca fue eliminada en semifinales por Italia, en un juego tachado como "parcializado" en favor de los jugadores locales. Posteriormente, en los Juegos Olímpicos de Berlín la selección austriaca, sin Sindelar, ganó la medalla de plata.

## El éxito

### Los primeros años en los aficionados
El delantero central tuvo poca dificultad con los aficionados al principio. Por el momento, la delgada cabeza rubia no pudo afirmarse en el equipo de lucha. Sin embargo, estos problemas fueron de corta duración. Debido a su forma de jugar técnicamente con alta experiencia, atrajo a más y más espectadores y pronto se convirtió en uno de los jugadores favoritos de los aficionados. Sin embargo, otros jugadores en ese momento aseguraron el éxito en el club con sede en Ober St. Veit. Después de la victoria en la copa y el título de subcampeón en 1925, los dobles se ganaron en 1926. Las fuerzas ofensivas sobresalientes fueron Gustav Wieser y Viktor Hierländer quién anotó 47 goles en el campeonato en solo 20 juegos. Sin embargo, los hermanos húngaros Jenő y Kálmán Konrád tuvieron la mayor influencia en el estilo del delantero central.
En las siguientes temporadas, Sindelar jugó un papel cada vez más importante en Austria Wien, como los aficionados se llamaban a sí mismos desde noviembre de 1926, pero por el momento no hubo éxitos deportivos. En 1927, con 18 goles, fue el mejor goleador de su club, pero solo terminó séptimo en el campeonato. En las siguientes dos temporadas, Austria solo logró terminar octava. El único punto brillante fue la Copa: en 1927 y 1930 se ganó el título. A pesar de los éxitos bastante mediocres de Austria, Sindelar seguía siendo el mascarón de proa del club y uno de los jugadores más populares de Viena.
Pudo hacer su debut para el equipo nacional austríaco contra Checoslovaquia en 1926. Sindelar marcó el gol de la victoria por 2-1 en Praga. Sindelar también siguió siendo exitoso en sus próximos dos partidos internacionales en 1926. Anotó dos veces en la victoria por 7-1 contra Suiza y una vez en la victoria contra Suecia. Esta fue también la razón por la cual en ese momento numerosos clubes estaban muy interesados en el joven goleador, que estaba bajo contrato con la "fracasada" Austria. Además del entonces campeón récord SK Rapid Vienna, Slavia Prague y Arsenal London también intentaron para mover a los vieneses a un cambio. Este último incluso ofreció a Sindelar £ 40,000 libras esterlinas después del legendario juego internacional contra Inglaterra en 1932.

## Equipo soñado
Matthias Sindelar ya no fue alineado por Hugo Meisl, el capitán de la asociación del equipo nacional de fútbol de Austria, durante 14 partidos desde 1928. La razón de esto fue una derrota contra una selección del sur de Alemania, en la que Sindelar driblando y Scheiberlspiel, su complicado juego de pase corto, resultaron en numerosas pérdidas de balón en terreno cubierto de nieve. Cuando se le preguntó cuando viajaba a casa, el delantero preguntó por qué el equipo había perdido ante Fritz Gschweidl: "¿Fritz sabe por qué no gané? ¡Mia no debería haber tenido más!". Hugo Meisl, quien se opuso a esta forma de juego en esta forma, luego sacó a Sindelar del equipo. Sin embargo, la presión de los fanáticos, periodistas y expertos deportivos para restablecer Meisl, Sindelar aumentó. En una confrontación verbal con algunos miembros de la prensa en el Vienna Ring Cafe am Stubenring Meisl 1931 finalmente se dio a los periodistas deportivos después y tiró de ellos, diciendo: "Ya que es tu Schmiranskiteam!" un trozo de papel con la deseada alineación de ellos para la próxima Schottland- Juego. Sindelar y Friedrich Gschweidl también regresaron al equipo. Sindelar ocupó la posición del centro hacia adelante.
Los austriacos ganaron el primer juego después del regreso de Sindelar en el equipo nacional recién formado en el Hohe Warte contra los escoceses el 16 de mayo de 1931 frente a 60,000 espectadores, sorprendentemente 5-0. Escocia había estado invicta en Europa continental. Esta victoria fue el comienzo de la marcha triunfal más exitosa en la historia del equipo nacional austríaco, el equipo maravilloso como pronto se llamó. Estos incluyen la victoria por 6-0 en Berlín contra el Reich alemán lo que originó molestias y la victoria por 5-0 dos semanas después en el juego de venganza en Viena, con Sindelar marcando tres goles. Suiza fue vencida 8-1 seguidas de Francia 4-0, Italia 2-1, Bélgica 6-1, Suecia 4-3. Sin embargo, Sindelar probablemente jugó el mejor partido de su carrera en el equipo nacional contra el entonces gran "archienemigo" Hungría el 24 de abril de 1932. En ese momento, como Austria, Hungría todavía era uno de los mejores equipos del mundo. Austria ganó 8-2, Sindelar le dio a Austria una ventaja temprana a través de dos goles, anotó otro gol antes del descanso y preparó los cinco goles más en el segundo tiempo.
En 1932, con Sindelar como capitán, Austria ganó la Copa de Europa para los equipos nacionales de fútbol, el precursor del Campeonato de Europa que se disputa hoy.
La única derrota del maravilloso equipo trajo el mayor reconocimiento internacional al entonces equipo nacional. La tripulación del capitán Sindelar viajó a Londres en tren para enfrentarse al equipo nacional inglés el 7 de diciembre de 1932. Inglaterra ha estado invicta en casa hasta ahora y debería seguir siéndolo durante otros 21 años. Hasta ahora, ningún equipo de Europa continental ha logrado anotar más de un gol de honor en casa contra los ingleses. El RAVAG transmitió el partido en vivo en la Heldenplatz en Viena. En el estadio en Stanford Bridge. Sin embargo, los austriacos ya estaban 2-0 abajo en el descanso antes de comenzar su famoso juego de combinación en la segunda mitad. Anotaste tres veces, Sindelar anotó 3-2. Sin embargo, Austria perdió 4-3 al final, porque Adolf Vogl perdió la oportunidad de igualar poco antes del final. El juego técnicamente de alta calidad de los austriacos fue especialmente elogiado por los periodistas británicos, y una placa en Wembley aún conmemora el famoso juego. La era del equipo milagro de Sindelar finalmente terminó con la derrota en casa 1-2 ante Checoslovaquia el 9 de abril de 1933, después de ganar en Praga.

## Copa Mitropa 1933
En el campeonato local, el Austria Wien permaneció en el medio de la tabla y nunca llegó a la Copa Mitropa, el precursor de la Copa de Europa o la Liga de Campeones de hoy. En 1933, solo alcanzaron el sexto lugar en la tabla y solo pudieron participar en la final en la final contra Floridsdorfer AC después de seis intentos fallidos de clasificarse para el trofeo más importante en el fútbol de clubes de Europa continental. Sin embargo, la primera participación en la Copa Mitropa parecía haber terminado pronto. En los cuartos de final de ida en Slavia Praga, perdió el equipo alrededor de Sindelar 3-1, pero frente a 32.000 espectadores en Viena se ganó una victoria por 3-0 en el partido de vuelta, con Sindelar marcando el gol decisivo. Austria Viena se enfrentó a la Juventus en las semifinales. Después de solo tres minutos, las violetas, como también se llama a Wiener Austria debido al color púrpura del club, llevaron a través de un gol de Sindelar frente a 50.000 espectadores. Con un resultado general de 4-1, finalmente clasificaron a la final de la Copa Mitropa.
En la final, el equipo de Sindelar se encontró con el Ambrosiana Inter (actualmente Inter de Milan), con su delantero estrella Giuseppe Meazza. Frente a la multitud italiana, Austria cayó 2-0, pero Viktor Spechtl pudo marcar el gol del 2-1 justo antes del silbatazo final. Para el juego en Viena el 8 de septiembre de 1933, 60.000 espectadores llegaron al estadio de Viena. Las Violetas pusieron dos goles de Sindelar al frente hasta poco antes del final, antes de que Giuseppe Meazza igualara el resultado del partido de ida de Milán cinco minutos antes del final. Esto habría significado un desempate. Pero un minuto antes del final del juego, Sindelar agarró el balón nuevamente e hizo de Austria Vienna sea el ganador de la Copa Mitropa con su tercer gol esa noche.

## Copa del Mundo 1934
En 1934, Sindelar viajó a la Italia fascista de Mussolini con el equipo nacional austríaco para la Copa del Mundo. Mirando hacia atrás en la racha ganadora de los últimos años, los fanáticos nacionales esperaban que se ganara el título. Sin embargo, la mayoría del antiguo equipo de maravilla se había mudado hacía mucho tiempo al extranjero, especialmente a Francia, donde ganaban mejor, y por lo tanto ya no estaban disponibles para el equipo nacional, porque en ese momento, debido a los largos tiempos de viaje, ni una observación razonable por parte del gerente del equipo ni La participación regular en los juegos fue razonable. A esto se sumó la preparación de aficionados y la mala suerte de las lesiones. Durante la Copa del Mundo, se llevaron a cabo importantes juegos complementarios del campeonato austriaco, incluidos jugadores como el delantero del equipo maravilloso Hansi Horvath fue llamado. En la eliminatoria muy disputada contra Bulgaria (6-1), Walter Nausch se lesionó tanto que ya no era posible participar en la Copa del Mundo. Un total de siete jugadores del maravilloso equipo faltaban en el viaje a Italia. El entrenador Jimmy Hogan y el supervisor tuvieron que renunciar al viaje por razones financieras.
El primer partido contra Francia solo se pudo ganar con dificultad 3-2 después del tiempo extra, hasta ahora siempre ha marcado al menos 4 goles contra los franceses, concediendo a lo sumo uno. Sindelar anotó después de un tiro libre de Schall al larguero para el 1-1 temporalmente y puso la pelota en la extensión ideal para Josef Bican, quien disparó desde una distancia de 8 metros para el 3-1. En los cuartos de final las cosas mejoraron un poco para el equipo de Sindelar. En el clásico contra Hungría, subieron 2-0, pero una penalización llevó a los húngaros a 2-1. Con este éxito, se puso de pie con el equipo nacional austríaco en la semifinal de la Copa del Mundo, donde puedes contar con el equipo del anfitrión. Golpeó y perdió por poco 1-0 en un juego escandaloso.
Austria comenzó con mucha ambición y le dio a Sindelar una gran oportunidad en las primeras etapas. En el minuto 18, sin embargo, el italiano Orsi se abrió paso en el ala izquierda y cruzó al centro. Platzer se levantó de un salto y atrapó el balón, pero Meazza y Schiavio lo ensuciaron y empujó la línea de gol al caer. Platzer permaneció tendido en el suelo aturdido, el árbitro sueco Eklind, que había sido el invitado de honor de Benito Mussolini el día anterior, reconoció el gol a pesar de esta obvia irregularidad. El siguiente error del árbitro se produjo en la segunda parte cuando deliberadamente se dirigió hacia Zischek, quien estaba solo frente al portero Combi. Años después resultó que los árbitros fueron sobornados; Austria fue eliminada en las semifinales. Para Sindelar, la Copa del Mundo habría terminado de todos modos después de los duros ataques de los italianos debido a una lesión: también tuvo que cancelar la participación en el juego del tercer lugar contra el Imperio alemán, en el que perdieron, al igual que el delantero Anton Schall. A pesar del cuarto lugar, el "Plundeream", cuando el público decepcionado llamó burlonamente al equipo después de no cumplir con las altas expectativas, fue recibido con silbidos y gritos al llegar al Südbahnhof de Viena.

## Copa Mitropa 1936
Después de la decepción en la Copa del Mundo, Sindelar nuevamente tuvo éxito con Austria; no en el campeonato, sino en la Copa Mitropa. La victoria en la final de copa 5-1 sobre el AC de Viena, con Sindelar anotando un doblete como en las semifinales, una vez más resultó en la clasificación en el Copa Mitropa. Aquí nuevamente, Sindelar demostró su amor por la pelota y la puntería. Austria se enfrentó al Inter de Milán en los octavos de final, en el estadio San Siro y pronto lideró 5-0. El presidente de Austria, Michl Schwarz no estaba nada contento con el curso del juego: tenía miedo de no tener espectadores en Viena. Sin embargo, 60.000 espectadores llegaron al estadio en el Prater y vieron tres goles de Sindelar. En los cuartos de final conocieron al entonces fuerte equipo de Slavia Praga. Después de un empate después de dos juegos, hubo un partido decisivo en Viena, que claramente dominó Austria y ganó 5-2. Sin embargo, el juego fue demasiado fácil para Sindelar. Después de haber jugado toda la defensa y el portero Planicke en 1-0, esperó frente a la puerta vacía antes de volver a jugar y disparar a un atacante que regresaba. Sin embargo, en las semifinales, tres goles de Sindelar no fueron suficientes: Austria perdió 5-6 contra el Ferencváros húngaro en Budapest.
En 1936 se volvió a ganar la copa, esta vez 3-0 contra Viena. En el campeonato, sin embargo, solo terminaste séptimo, un año antes solo octavo. A nivel internacional, Austria debería estar entre los mejores equipos nuevamente esta temporada. En el camino a la final, las violetas anotaron al menos tres goles en cada partido en casa y pudieron vencer al Grasshopper Club Zurich en la ronda preliminar (4-2), el FC Bologna en la ronda de 16 (5-2), Slavia Praga en los cuartos de final (3-1) y contra Újpest Budapest prevaleció claramente en las semifinales (7-2). En el partido final contra Sparta Praga, sin embargo, no quiso marcar en casa. Un empate sin goles terminó el juego en la capital checoslovaca. Frente a 60,000 espectadores en el estadio Letná, Austria pudo conquistar la Copa Mitropa por segunda vez en cuatro años gracias al gol de Camillo Jerusalén por 1-0.

## La marca Sindelar
Matthias Sindelar se convirtió en la gran estrella del fútbol vienés después de Josef Uridil en la década de 1920. Su gran popularidad le dio innumerables pedidos de publicidad para trajes, relojes y productos lácteos. En ese momento podías comprar balones de Sindelar, comprar un Sindelar Ulster en la famosa casa de moda vienesa Tlapa o admirar a Sindelar Miag Fru-Fru comiendo en carteles publicitarios y descubrir que Sindelar era el feliz propietario del valioso reloj del Pentágono Alpina Gruen. En Hungría, una película exitosa "Roxy y su equipo de maravillas", también se hizo a principios de 1938, con la ahora estrella de cine interpretando a sí mismo.
Matthias Sindelar ya estaba buscando seguridad financiera en ese momento. Durante su carrera como futbolista profesional, también trabajó regularmente como jefe de departamento en la empresa de artículos deportivos Pohl. Matthias Sindelar fue descrito por amigos y compañeros de juego como extremadamente tímido, sensible e introvertido. El medio huérfano Sindelar permaneció en favoritos en el departamento de su madre toda su vida. Además, tenía un pequeño jardín de parcelas, donde le gustaba retirarse (cerca del Sindelargasse de hoy). Sindelar se sintió fuertemente conectado con su tierra natal, obteniendo regularmente boletos gratis para los hijos de los trabajadores para los juegos de fútbol.

## La muerte y el mito

### Oposición al nacionalsocialismo
El 12 de marzo de 1938, los primeros soldados alemanes cruzaron la frontera austriaca y el país se convirtió en parte del Tercer Reich. El equipo de fútbol austriaco, que acababa de clasificarse para la próxima Copa del Mundo en Francia, se disolvió. Los nuevos gobernantes, sin embargo, organizaron un "juego de conexión" entre "Ostmark" y "Altreich" como reconciliación, que se jugó el 3 de abril de 1938. El Capitán Sindelar ordenó no jugar con el tradicional vestido blanco y negro, sino jugar en rojo, blanco y rojo, el vestido de los austriacos. A los alemanes se les permitió jugar con sus vestidos caseros blancos y negros. Los periódicos informaron que Sindelar originó y provocó numerosas oportunidades en este juego y, después de anotar 1-0, hizo un alegre baile frente al tribuno nazi. El líder deportivo del Reich, Hans von Tschammer y Osten advirtieron que descansaran durante el descanso de medio tiempo. Austria finalmente ganó el juego de conexión 2-0, el amigo de Sindelar, Karl Sesta, anotó el segundo gol con un tiro libre desde 45 metros de distancia.
El fútbol austríaco llegó a su fin, todos los contratos de fútbol profesional se rescindieron por resolución del 31 de mayo de 1938 con efecto inmediato, los clubes judíos fueron prohibidos y sus jugadores arrestados. En ese momento, Viena, Austria, era una de estas asociaciones judías. La mayoría de los oficiales y jugadores huyeron inmediatamente después de la conexión. Se permitió que la asociación continuara existiendo bajo el nombre de SC Ostmark Vienna. Sindelar comentó esto cuando el presidente de Austria, Michl Schwarz, fue destituido de su cargo y se le prohibió incluso saludarlo: "Yo, Herr Doktor, siempre saludaré a Ihna oba". Sindelar estuvo varias veces durante este período. El entrenador del imperio Sepp Herberger en la rica selección alemana lo convocó (incluida el Mundial de fútbol de 1938), sin embargo, se negó a jugar para ellos.
Después de que se prohibió el fútbol profesional "judío", Sindelar hizo un segundo pilar comprando la cafetería "Annahof". El dueño anterior, un judío llamado Leopold Simon Drill, tuvo que renunciar a su café bajo una enorme presión nazi. Sindelar compró la cafetería "arianizada" por un pago de 20.000 Reichsmarks. Cuanto más tarde en el campo de concentración de Theresienstadt fueron asesinados. La mayor parte del precio de compra fue determinado por la administración de la ciudad nazi y retenido. El NSDAP trató de contratar a Sindelar desde el principio y anunció un gran futuro para el fútbol de Alemania Oriental cuando se abrió la cafetería. Sin embargo, el más "apolítico" Sindelar siempre se negó a unirse al partido. 
Más recientemente, Sindelar jugó el 26 de diciembre de 1938 con su Austria, a la que se le permitió llamarse después de numerosas protestas de la población, en Berlín contra Hertha BSC y también marcó un gol. El juego terminó en un empate 2-2.

## La misteriosa muerte
El 23 de enero de 1939, Sindelar fue encontrado muerto en su cama en Annagasse 3 (St. Annahof), junto a él estaba su novia Camila Castagnola, una mujer de origen judío, a quien solo había conocido unas semanas antes. Ella murió un día después de Sindelar sin recuperar la conciencia. La causa oficial de muerte fue "intoxicación por monóxido de carbono". Hasta la fecha, hay numerosas especulaciones sobre sus circunstancias más cercanas. En particular, el Kronen Zeitung difundió numerosos rumores sobre la muerte de Sindelar. Se pidió a los agentes de policía que confirmaran que la chimenea dañada que se suponía que era responsable de la muerte de Sindelar no estaba realmente rota. Además, se entrevistó a conocidos, todos los cuales no podían imaginarse el suicidio. Sin embargo, las investigaciones de la fiscalía "caso penal de Matthias Sindelar contra autores desconocidos" no tuvieron éxito, se dice que el archivo desapareció durante la Segunda Guerra Mundial.
Más de 15,000 personas siguieron el cortejo fúnebre hasta su entierro en el Cementerio Central de Viena. Su novia Camila sería enterrada en el Cementerio de Ottakring también en Viena. El escritor judío Friedrich Torberg publicó en 1945 un poema "A la muerte de un jugador de fútbol." Extracto:

[...] El Hohe Warte vitoreó, el Prater y el estadio cuando engañó al enemigo con una sonrisa y lo sacó con una carrera rápida. Hasta que otro oponente un día de repente se interpuso en su camino un extraño y terriblemente superior, antes de eso no había regla ni consejo. [...]

Los nacionalsocialistas organizaron el funeral como un acto de estado e intentaron capturar al jugador de fútbol, pero esto fracasó. Hasta el día de hoy, se celebra un servicio conmemorativo en su lápida el día de la muerte de Sindelar.

## Premios
Matthias Sindelar fue incluido en la lista de los 100 mejores futbolistas del siglo XX por la IFFHS, en la que terminó 22º. También fue honrado por numerosas revistas internacionales de fútbol a principios de siglo: el English World Soccer clasifica a Sindelar entre los 100 mejores jugadores del siglo XX, en el Guerin 'Sportivo italiano fue elegido por su "eminencia gris" Adalberto Bortolotti en su selección de los 50 mejores jugadores del siglo pasado. 
Wiener Austria reconoció el avance del centro al renombrar la tribuna principal de su estadio local a la tribuna Matthias Sindelar.
El creador de juegos del maravilloso equipo descansa en una tumba honoraria del municipio en el Cementerio Central de Viena (12B-3-11).
En 1960, la ciudad de Viena nombró a Sindelargasse en Favoriten después del centro hacia adelante. El 18 de marzo de 2004, el correo austriaco emitió el sello Sindelar, en el cual, sin embargo, un error ortográfico se deslizó en su nombre.

### Participaciones en Copas del Mundo
| Mundial                        | Sede   | Resultado    | Partidos | Goles |
| ------------------------------ | ------ | ------------ | -------- | ----- |
| Copa Mundial de Fútbol de 1934 | Italia | Cuarto lugar | 4        | 1     |